# Campeonato Chileno de Futebol de 2018 - Segunda Divisão
O Campeonato Chileno de Futebol de Segunda Divisão de 2018 (oficialmente Campeonato Nacional de Transición Loto de Primera B del Fútbol Profesional 2018) foi a 68ª edição do campeonato do futebol do Chile, segunda divisão, no formato "Primera B". Os 16 clubes jogam em turno e returno. O campeão é promovido para o Campeonato Chileno de Futebol de 2019. A segunda vaga sai de uma ligilla entre o melhores colocados da tabela, onde o vencedor desses playoffs joga duas partidas de ida e volta com o vice-campeão. O vencedor desta última partida é promovido. O último colocado seria rebaixado para a Segunda División Profesional de 2019, terceiro escalão chileno.

## Participantes
| Equipe                                        | Cidade                                                   | Região                           | No ano anterior                                               | Estádio                                       | Capacidade | Títulos                      | Participações |
| --------------------------------------------- | -------------------------------------------------------- | -------------------------------- | ------------------------------------------------------------- | --------------------------------------------- | ---------- | ---------------------------- | ------------- |
| Club de Deportes Coquimbo Unido               | Coquimbo                                                 | Região de Coquimbo               | Quarto Lugar                                                  | Estádio La Pampilla                           | ---        | 2 (1962, 1977)               | 36            |
| Club Deportivo Magallanes                     | Maipú                                                    | Região Metropolitana de Santiago | Sexto Lugar                                                   | Estádio Santiago Bueras                       | 4.000      | 0 (não possui)               | 34            |
| Corporación Club de Deportes Santiago Morning | Independencia                                            | Metropolitana de Santiago        | Décimo Quarto Lugar                                           | Santa Laura                                   | 22.375     | 3 (1959, 1974, 2005)         | 23            |
| Club de Deportes Copiapó                      | Copiapó                                                  | Região de Atacama                | Vice Campeão                                                  | Estádio Luis Valenzuela Hermosilla            | 8.000      | 0 (não possui)               | 16            |
| Club de Deportes Unión San Felipe             | San Felipe                                               | Região de Valparaíso             | Nono Lugar                                                    | Estádio Municipal de San Felipe               | 18.500     | 3 (1970, 2000, 2009)         | 38            |
| Club de Deportes La Serena                    | La Serena                                                | Região de Coquimbo               | Décimo Primeiro Lugar                                         | Estádio La Portada                            | 18.500     | 3 (1957, 1987, 1996)         | 25            |
| Club Social de Deportes Rangers               | Talca                                                    | Região de Maule                  | Décimo Sexto Lugar                                            | Estádio Fiscal de Talca                       | 8.324      | 3 (1988, 1993 1997 Apertura) | 22            |
| Club de Deportes Puerto Montt                 | Puerto Montt                                             | Região de Los Lagos              | Sétimo Lugar                                                  | Estádio Regional de Chinquihue                | 5.300      | 1 (2002)                     | 24            |
| Club de Deportes Ñublense                     | Chillán                                                  | Região de Bío-Bío                | Décimo Segundo Lugar                                          | Estádio Bicentenário Municipal Nelson Oyarzún | 12.000     | 1 (1976)                     | 42            |
| Club de Deportes Cobreloa                     | Calama                                                   | Região de Antofagasta            | Terceiro Lugar                                                | Estádio Municipal de Calama                   | 12.000     | 0 (não possui)               | 4             |
| Club de Deportes Valdivia                     | Valdivia                                                 | Região de Los Lagos              | Décimo Quinto Lugar                                           | Estádio Parque Municipal de Valdivia          | 5.300      | 0 (não possui)               | 9             |
| Club Deportivo San Marcos de Arica            | Arica                                                    | Região de Arica e Parinacota     | Décimo Lugar                                                  | Estádio Carlos Dittborn                       | 10.000     | 2 (1981, ´2012)              | 34            |
| Club Deportes Cobresal                        | Localidade de El Salvador, na comuna de Diego de Almagro | Região de Atacama                | Oitavo Lugar                                                  | Estádio El Cobre                              | 8.000      | 2 (1983, 1998)               | 14            |
| Club de Deportes Santiago Wanderers           | Valparaíso                                               | Região de Valparaíso             | Rebaixado do Campeonato Chileno de Futebol de 2017 Transición | Estádio Elías Figueroa Brander                | 23.000     | 2 (1978, 1995)               | 16            |
| Club de Deportes Melipilla                    | Melipilla                                                | Região Metropolitana de Santiago | Acesso pela Segunda División Profesional de 2017 Transición   | Estádio Municipal Roberto Bravo Santibáñez    | 5.500      | 2 (2004, 2006)               | 15            |

## Campeão
| Campeão Chileno Segunda Divisão 2018                                |
| ------------------------------------------------------------------- |
| [[[Club de Deportes Coquimbo Unido]] (Coquimbo) (3º título) Campeão |